# مسافرخانه بریدکیج (فیلم)
مسافرخانه بریدکیج (کره‌ای: 파란 대문) فیلمی به نویسندگی و کارگردانی کیم کی-دوک محصول سال ۱۹۹۸ کره جنوبی است.

## جوایز
| سال  | جشنواره                      | بخش         | نامزدی     | نتیجه    | جایزه                  | منبع  |
| ---- | ---------------------------- | ----------- | ---------- | -------- | ---------------------- | ----- |
| ۱۹۹۹ | جشنواره انستیتوی فیلم آمریکا | بهترین فیلم | کیم کی دوک | نامزدشده | جایزه بزرگ هیئت داوران | [ ۲ ] |